# 藤原穆子
藤原 穆子（ふじわら の ぼくし/あつこ、承平元年（931年）- 長和5年7月26日（1016年8月31日））は、平安時代の左大臣・源雅信の正室。中納言藤原朝忠の娘で、藤原道長正室である源倫子や源時通、源時叙、藤原道綱正室の母となった。

## 経歴
藤原道長が源倫子に求婚した折に夫の雅信は倫子を一条天皇の妃にしようと画策しており、これを断ろうとしたが、穆子が倫子と天皇とでは年齢的に不釣合いであるとしてこれに反対し、道長を婿に迎え入れさせた。このため、道長もこの義母には頭が上がらなかったと言われている。
夫の死後、出家したため、「一条尼（いちじょうのあま）」と呼ばれるようになる。その後、道長の昇進、孫娘の藤原彰子の入内などが続き、長保3年（1001年）の穆子の七十算の修法（70歳を祝う加持祈祷）は、道長夫妻の主催によって大規模に行われた。晩年は観音寺にしばしば籠ったという。
長和元年（1016年）、曾孫に当たる後一条天皇が即位するが、間もなく病状が悪化し、道長夫妻も看病にあたったものの、同年7月に86歳で病死した。

## 関連作品
テレビドラマ
- 『光る君へ』（2024年、NHK大河ドラマ、演：石野真子）